# Tillandsia calcicola
Tillandsia calcicola là một loài thực vật có hoa trong họ Bromeliaceae. Loài này được L.B.Sm. & Proctor miêu tả khoa học đầu tiên năm 1968.